# Pátý Doktor
Pátý Doktor je inkarnací Doktora, hlavního hrdiny sci-fi seriálu BBC Pán času. Jeho představitelem je Peter Davison.
V rámci seriálového vyprávění je Doktor staletý mimozemský Pán času z planety Gallifrey, který cestuje v čase a prostoru v TARDIS, často se společníky. Na konci života Doktor regeneruje; v důsledku toho se mění jeho fyzický vzhled i osobnost. Jeho předchůdcem byl čtvrtý Doktor (Tom Baker) a následníkem šestý Doktor (Colin Baker).
Davison ztvárňuje Pátého Doktora jako zranitelného a se sklonem k nerozhodnosti, oblečeného jako chlapecký eduardovský hráč kriketu. Cestoval s řadou společníků, včetně chlapeckého génia Adrica (Matthew Waterhouse), mimozemské aristokratky Nyssy (Sarah Sutton) a australské letušky Tegan Jovanky (Janet Fielding), která cestovala s jeho předchozí inkarnací. Pozdější dobrodružství prožíval také po boku prohnaného školáka Vislora Turlougha (Mark Strickson) a americké studentky Peri Brownové (Nicola Bryantová).

## Přehled
Poté, co Tom Baker, čtvrtý Doktor, a BBC oznámili, že svou roli opouští, rozhodli se producenti seriálu, že příštího Doktora bude hrát někdo, kdo bude představovat určitý fyzický kontrast k Bakerovi, a herec, který už byl v povědomí britské veřejnosti pevně zakotven. Peter Davison byl vybrán díky své kritikou oceňované roli Tristana Farnona v seriálu BBC All Creatures Great and Small, jehož producentem byl producent Doctora Who John Nathan-Turner.
Éra pátého Doktora se vyznačovala přístupem „zpět k základům“, kdy byl „hloupý“ humor (a do jisté míry i horor) omezen na minimum a producent John Nathan-Turner podporoval větší vědeckou přesnost. Občas se jednalo o temnější a drsnější seriál, částečně i proto, že v něm zemřel jeden z jeho společníků, Adric. Byl také pozoruhodný tím, že se v něm znovu objevilo mnoho nepřátel Pána času, například Vládce, Kyberlidé, Omega, Černí a Bílí strážci a Siluriané.

## Příběh

### Regenerace a smrt společníka
Čtvrtý Doktor se vážně zranil po pádu z radioteleskopu projektu Pharos, a tak se spojil se svou budoucí inkarnací zvanou Strážce a zregeneroval do své nové mladistvé páté inkarnace. Regenerace byla obtížná a málem se nezdařila, Doktor na krátkou dobu převzal osobnostní aspekty svých čtyř předchozích inkarnací. Poté, co se zotavil ve fiktivním městě Castrovalva (ve skutečnosti důmyslné pasti vytvořené jeho úhlavním nepřítelem Vládcem), pokračoval ve svém putování s Adricem, Tegan Jovankou a Nyssou. Zpočátku se jeho cesty soustředily na to, aby se Tegan dostala včas na letiště Heathrow, kde měla svůj první den jako letuška, ale TARDIS tento cíl opakovaně minula a Tegan se nakonec rozhodla zůstat v TARDIS. Po výletech do budoucnosti a minulosti, kdy se setkal s padouchy jako Monarcha a Mara, byl Pátý doktor konfrontován s tragédií, když Adric zemřel při pokusu zastavit vesmírnou nákladní loď, která se zřítila na prehistorickou Zemi (Earthshock).
Po Adricově smrti TARDIS omylem dorazila na letiště Heathrow (Time-Flight). Zde Doktor a Nyssa opustili Tegan v domnění, že bude chtít zůstat (i když ve skutečnosti už nechtěla). Doktor a Nyssa pak spolu cestovali blíže neurčenou dobu, než se odpadlý Pán času Omega ve snaze vrátit se do vesmíru časově spojil s Doktorem (Arc of Infinity). Tváří v tvář této hrozbě byli Páni času nuceni pokusit se Doktora popravit, ale ten nakonec vystopoval Omegu do Amsterdamu, kde ho porazil a znovu se setkal s Tegan (která nyní přišla o práci, ale o návratu k posádce TARDIS se nerozmýšlela).

### Cestování s Vislorem Turloughem
Když Doktor potkal nového společníka, mimozemského chlapce Vislora Turlougha, který uvízl na Zemi, nevěděl, že Turlough byl pověřen Černým strážcem, aby ho zabil. Brzy poté Nyssa odešla pomáhat léčit Lazarovu nemoc na vesmírnou stanici Terminus. Po setkání s bytostmi známými jako Věční, které závodily na vesmírných lodích podobných jachtám o cenu „Osvícení“, se Turlough vymanil z vlivu Černého strážce a pokračoval v cestování s Doktorem a Tegan. Po přistání v době vlády krále Jana (The King's Demons) se posádka opět setkala s Vládcem, který se pomocí robota Kameliona, měnícího podobu, vydával za krále. Doktor však pomohl Kamelionovi získat zpět svobodnou vůli a robot se k němu připojil na jeho cestách (i když TARDIS opouštěl jen zřídka). Doktor se setkal se třemi svými předchozími inkarnacemi, když je do Zóny smrti na Gallifrey povolal prezident Borusa, který se snažil získat Rassilonovo tajemství nesmrtelnosti.
Po dalších dobrodružstvích, v nichž se Doktor znovu setkal se starými nepřáteli, včetně Silurianů a mořských ďáblů (Warriors of the Deep), Tegan i Turlough opustili TARDIS. Tegan zjistila, že smrt a násilí, s nimiž se na svých cestách setkali, je příliš těžké snést (Resurrection of the Daleks), a Turlough se vrátil na svou domovskou planetu Trion ve společnosti svého mladšího bratra a také dalších vyhnanců z Trionu, z planety Sarn. Doktor byl nakonec nucen Kamelion zničit, když Vládce využil svého mentálního spojení s robotem, aby nad ním znovu získal kontrolu, což si robot uvědomil jako nevratný proces (Planet of Fire).

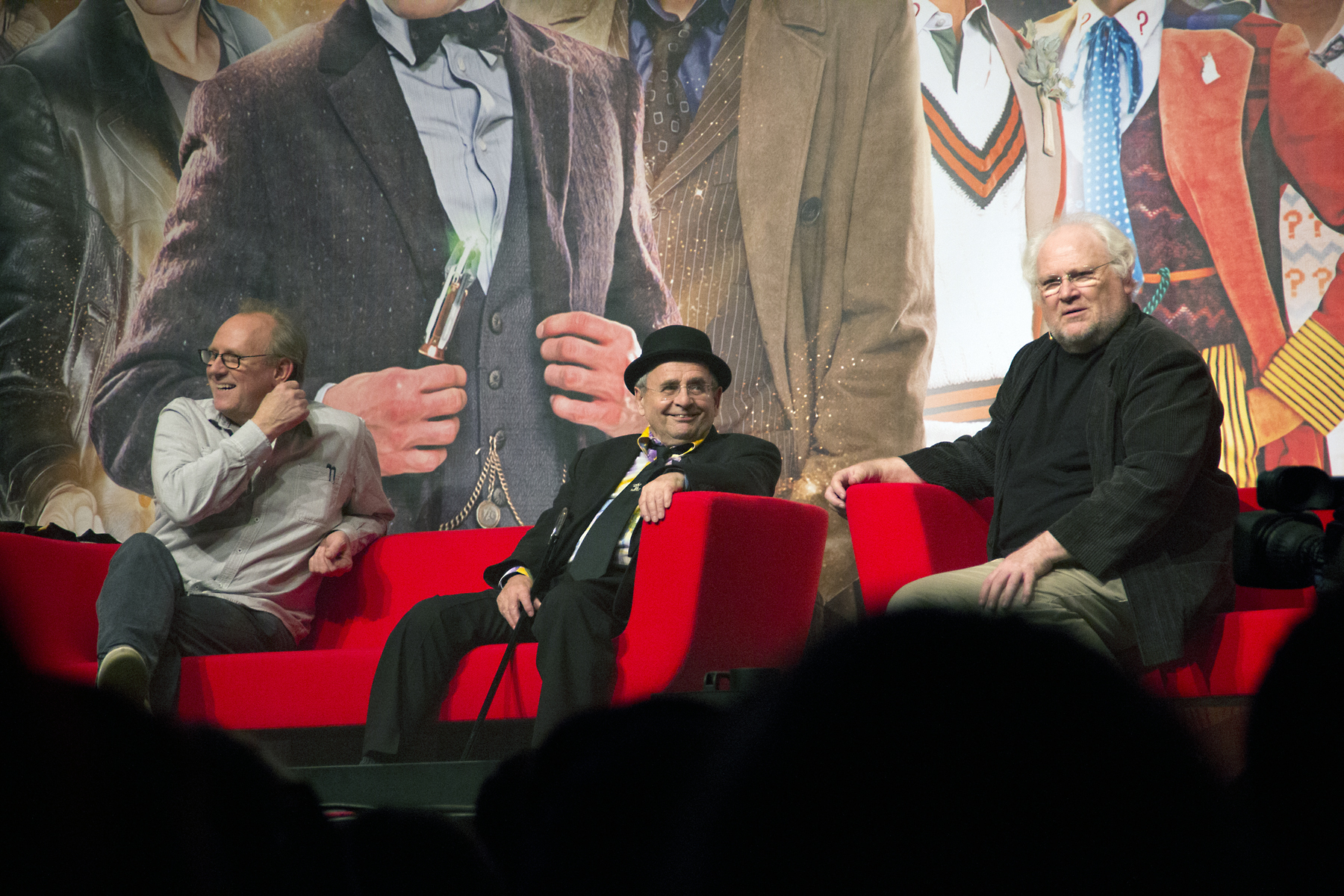
Peter Davidson (Pátý Doktor), Sylvester McCoy (Sedmý Doktor) a Colin Baker (Šestý Doktor) na diskusi v roce 2013

### Smrt a další účinkování
Nakonec (The Caves of Androzani) byli Pátý Doktor a jeho poslední společnice Peri Brownová na Androzani Minor vystaveni působení drogy spektrox ve smrtelně toxické surové formě. S jedinou dostupnou dávkou protilátky šlechetně obětoval vlastní existenci, aby Peri zachránil, a poprvé vyjádřil pochybnost, že regenerace by tentokrát mohla být možná, načež se zregeneroval v šestého Doktora.

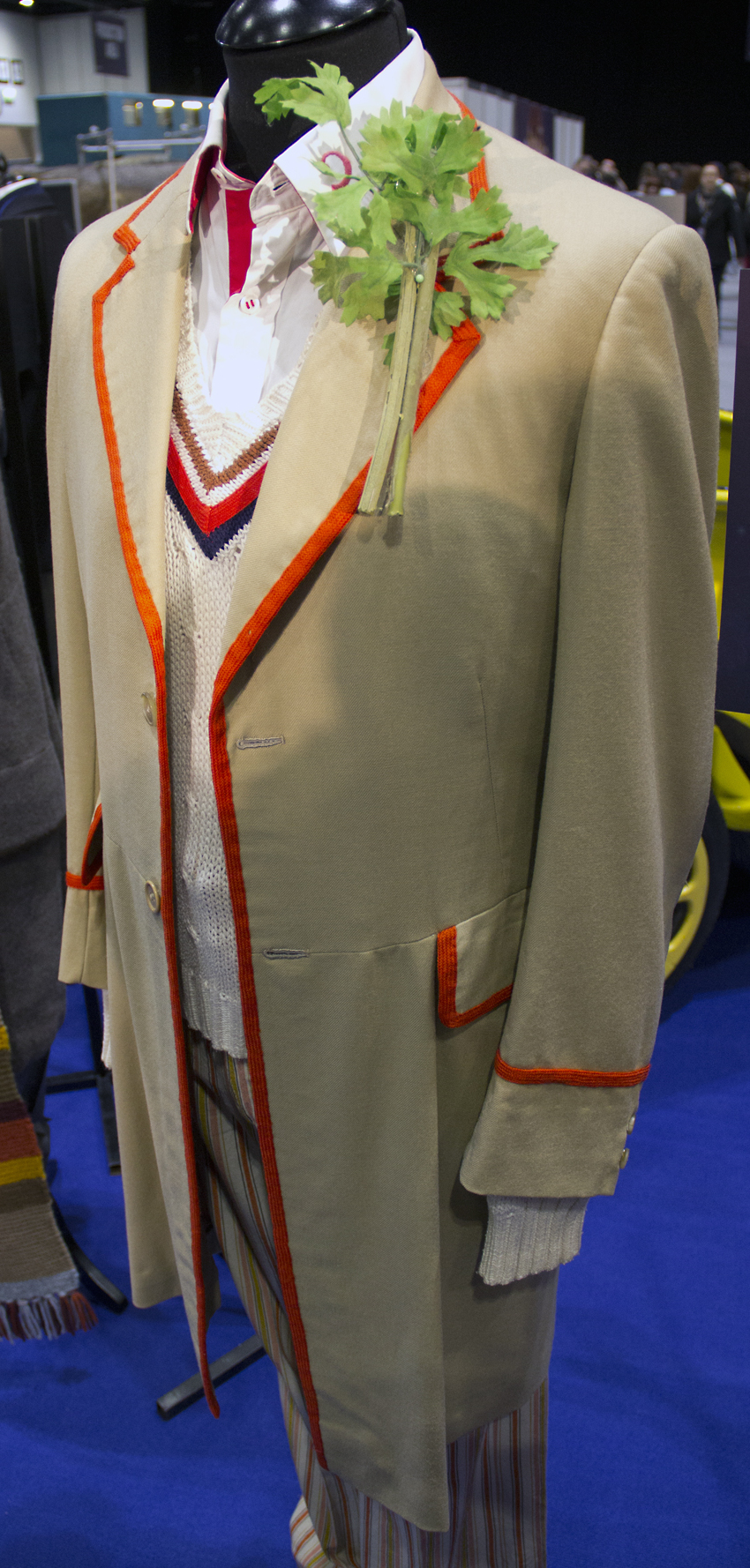
Kostým Pátého Doctora

Někdy v životě narazil se svou TARDIS do TARDIS Desátého Doktora a následně málem otevřel černou díru velikosti „Belgie“kvůli způsobenému paradoxu, kterým Desátý Doktor také vysvětluje nápadně zestárlý vzhled svého bývalého já. Desátý Doktor, který si událost pamatoval, však věděl, jak ji zastavit, protože si vzpomněl, jak sledoval sám sebe, jak chybu napravuje, když byl Pátým Doktorem (Time Crash).
V epizodě The Name of the Doctor (2013) vstoupí do Doktorova časového proudu Clara Oswald a zachrání Pátého Doktora (který si jí nevšimne) před Velkou inteligencí (která vstoupila do jeho časového proudu před ní.
V jiném neznámém okamžiku svého života pilotoval Pátý Doktor svou TARDIS spolu se zbytkem svých prvních 13 inkarnací, aby v jediném okamžiku v čase zmrazil Gallifrey a zachránil ji před následky Časové války na úrovni zániku (Den doktorův, 2013).
Zestárlý Pátý Doktor se objevil jako jeden ze "Strážců okraje" v posmrtném životě, uvnitř Doktorovy mysli v závěrečném speciálu Třináctého Doktora, Třináctému Doktorovi a také jako hologram naprogramovaný samotným Doktorem v epizodě The Power of the Doctor (2022). Zjevil se také jako hologram starší Tegan a řekl, že na ni nikdy nezapomněl.

## Kostým
Pátý Doktor se oblékal jako variace jako edvardiánský hráč kriketu a v jedné z kapes dokonce nosil kriketový míček (který mu v jednom dobrodružství zachránil život). Nosil krémový plášť, pruhované kalhoty, boty a příležitostně brýle. Často nosil panamský klobouk ve stylu optima s červenou páskou s černobílým vzorem, který sroloval a vložil do vnitřní kapsy kabátu. Desátý Doktor, který po této inkarnaci zdědil různé rysy, jako například používání brýlí, v epizodě Time Crash prozradil, že brýle ve skutečnosti nepotřeboval k tomu, aby Doktorovi pomáhaly se zrakem, ale byly jen pro parádu, aby vypadal chytře (možná jako protiváha jeho mladistvého vzhledu), ačkoli v epizodě Four to Doomsday pronesl poznámku o tom, že je na jedno oko trochu krátkozraký, když se ho ptali na obsah jeho kapes, mezi kterými byl výše zmíněný kriketový míček, kniha (The TARDIS Manual) a lupa. Kostým pátého Doktora si také zachoval červené otazníky vyšité na límci, které producent John Nathan-Turner přidal v roce 1980 na kostým čtvrtého Doktora. Pátý Doktor projevil v epizodě Planet of the Fire neobvykle vybroušený vkus, který zdědili i Desátý Doktor, Jedenáctý Doktor a Třináctý Doktor.